# Contoso
Contoso（亦作 Contoso Ltd.、Contoso University），是一个被Microsoft用作示例公司名和域名的虚构组织。

## 历史
微软公司在产品文档和帮助文件中通常使用 Contoso 和它的网站： contoso.com作为示范对象。访问contoso.com会被重定向至 microsoft.com